# Georg Voß (Manager)
Georg Voß (auch Georg Voss; * 29. Januar 1920 in Magdeburg; † 13. April 2004) war ein deutscher Manager.

## Leben
Voß absolvierte ein Studium der Rechtswissenschaft und legte nach dem juristischen Vorbereitungsdienst das Zweite Staatsexamen ab. 1952 trat er in die Provinzial-Lebensversicherungsanstalt der Rheinprovinz ein. Er war zunächst Chefsyndikus, seit 1962 Vorstandsmitglied und stand von 1967 bis 1984 als Vorstandsvorsitzender bzw. Generaldirektor an der Spitze der Provinzial Rheinland mit Sitz in Düsseldorf.
Voß war verheiratet mit Brigitte, geborene Hornholtz.

## Schriften
- Mit Erich Höft: Das Recht der Versicherungsvermittlung. Gabler, 1985, ISBN 978-3-409-00760-3
- Die Kommunalwirtschaft und das öffentlich-rechtliche Versicherungswesen. In: Peters: Handbuch der kommunalen Wissenschaft und Praxis, Band 3. Springer, 1959.